# Epiparthia vasta
Epiparthia vasta är en fjärilsart som beskrevs av Hans Georg Amsel 1935. Epiparthia vasta ingår i släktet Epiparthia och familjen mott. Inga underarter finns listade i Catalogue of Life.